# Derbi de Milán
El derbi de Milán, también conocido popularmente en Italia como Derby della Madonnina en honor a uno de los enclaves de la ciudad de Milán conocido por ese sobrenombre, la estatua de la Asunción de la Virgen de Carlo Pellicani, que está situada en lo alto de la catedral de Milán; es el nombre dado a los partidos de fútbol que enfrentan a los dos principales equipos de la ciudad de Milán, la Associazione Calcio Milan y el Football Club Internazionale Milano. Está considerado como uno de los clásicos de mayor rivalidad en Italia y en todo el mundo, junto a los de Roma y Turín, y es también uno de los partidos con más espectadores de la Serie A.
El F. C. Internazionale, ha estado asociado históricamente a la clase alta, mientras que el A. C. Milan, ha estado asociado históricamente a la clase trabajadora. Tras el asentamiento socioeconómico del país a finales de los años '60, y en especial en la Lombardía, cayeron en desuso varios calificativos en referencia a dichos orígenes o referencias que se dedicaban aficionados de uno y otro equipo pero se acrecentó la rivalidad coincidiendo con las coetáneas primeras etapas doradas de ambos clubes.
Ambos equipos son dos de los más laureados en Italia y de los más reconocidos a nivel continental. De hecho, Milán es una de las 2 ciudades de Europa junto a Mánchester que posee a dos equipos campeones de la máxima competición europea a nivel de clubes, la Liga de Campeones.

## Historia de la rivalidad

### Origen tras la escisión

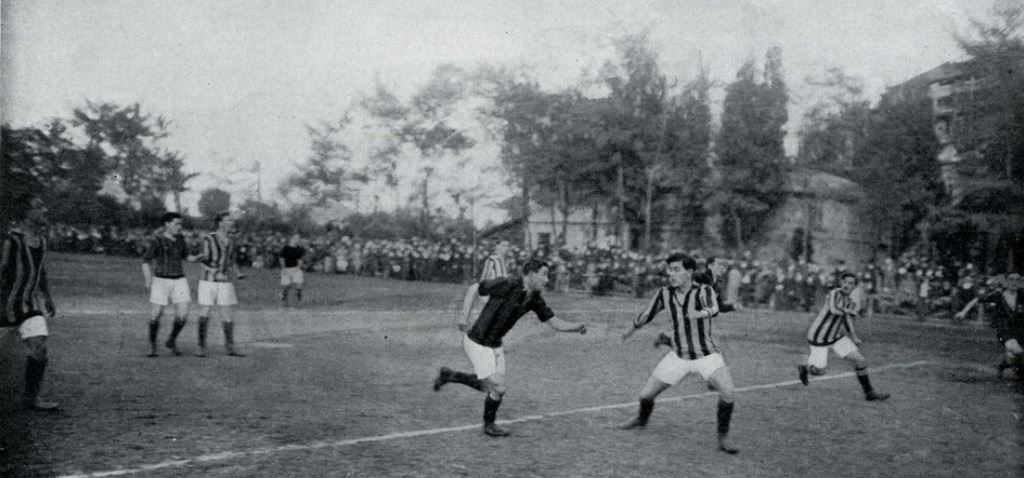
Uno de los primeros derbis de Milán (1915).

El 16 de diciembre de 1899, varios amigos y empresarios ingleses fundaron el Milan Foot-Ball and Cricket Club, equipo que contaba con dos secciones deportivas, una para el football y otra para el cricket —deportes llegados desde Inglaterra y más populares en la época—. La sección de fútbol, dirigida por David Allison, logró tres títulos del Campionato Nazionale di Football en ocho años durante la primera década del siglo XX. En 1908, tras ser ya considerado como uno de los mejores sociedades deportivas del país, cambiaron sus estatutos para restringir la presencia de jugadores extranjeros y que exclusivamente los jugadores nacidos en Italia pudieran integrar el equipo. Esto provocó una división de 44 integrantes del grupo dando con la posterior fundación del Foot-Ball Club Internazionale Milano el 9 de marzo, que estableció la aceptación de integrarse tanto a italianos como a foráneos, de ahí su denominación. El color que eligieron fue el azul, considerado el opuesto al rojo que vestían sus antiguos compañeros.
Cuariosamente, pese a ser clubes vecinos, el primer enfrentamiento entre ellos del que se tiene constancia se jugó en Chiasso, Suiza, el 18 de octubre de 1908 con victoria para los «rossoneri» por 2-1. Fue debido a que muchos integrantes del nuevo club eran suizos, y se escogió esa ciudad, muy cercana a las fronteras transalpinas. El primer encuentro oficial, favorable por 3-2 para el Milan F. C. C., se disputó en el Porta Monforte el 10 de enero de 1909 y era correspondiente al Campeonato Federal de 1909.
Ya desde sus primeras contiendas se denominó a los encuentros como el «Derby della Madonnina» a partir de la característica imagen de la Asunción de la Virgen que corona la catedral de la ciudad, el Duomo di Milano. Los triunfos en la rivalidad cayeron del otro lado desde ese último título logrado por los «rossoneri», quienes vieron como los interistas vencieron un título liguero y su otro gran rival en la ciudad, la Unione Sportiva Milanese les superaba también. Los «nerazzurri» añadieron otro título más a su palmarés en una competición dominada por los clubes vecinos, siendo el Genoa Cricket & Football Club y la Unione Sportiva Pro Vercelli los más laureados con siete y seis títulos respectivamente. Tras ellos se situaban los dos conjuntos milaneses, debido también a un golpe de fortuna que pudo haber cambiado muchos hechos en la historia interista, ya que pudo haber descendido de categoría en 1922. Una escisión federativa finalmente resuelta antes de los partidos de promoción y descenso con el Compromesso Colombo permitió a estos conservar su plaza. Fue la vez que más cerca estuvo de perder la categoría, hecho que nunca ha sucedido. En cambio, sus vecinos de rojo conquistaron numerosas Palle Dapples y la Coppa Federale aunque no fue reconocida esta última como un título oficial ya bajo su nueva denominación de Milan Football Club.
Se llegó así a la temporada 1929-30, fecha en la que se reestructuró el fútbol italiano y se estableció la Serie A como la máxima competición, y sucesora de los campeonatos hasta entonces disputados. Antes, y tras la finalización de la Primera Guerra Mundial y la llegada del fascismo al país, el F. C. Internazionale se fusionó con la U. S. Milanese para formar la Società Sportiva Ambrosiana de manera forzada para adaptarse a los ideales del Partido Nacional Fascista, descontento con una denominación del club muy poco patria y que coincidía con el de la Terza Internazionale Comunista (en ruso: Komintern o Kommunistícheskiy Internatsional).

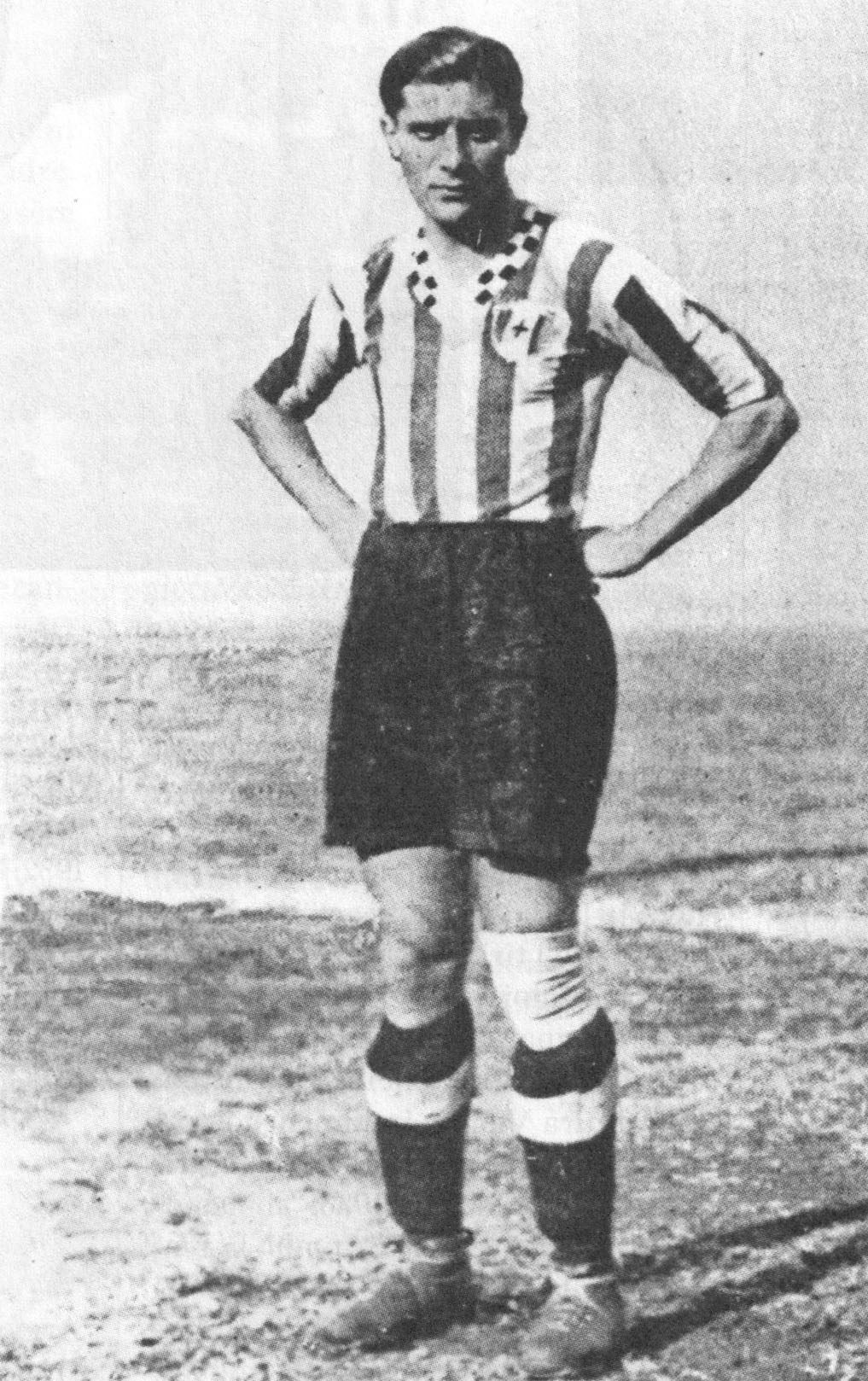
Un joven Giuseppe Meazza durante su etapa interista (1930).

Con la nueva denominación derivada de San Ambrosio o Sant'Ambrogio, patrono de la ciudad de Milán, jugaba ya por aquel entonces un joven futbolista que terminó por ser uno de los mejores del país y que fue el primero de renombre en jugar para ambos clubes, Giuseppe Meazza. Debido a él fue renombrado en los años 80 el estadio que albergaba como locales a los milanistas desde 1926, el Stadio Calcistico San Siro, para pasar a ser compartido por ambos conjuntos tras abandonar sus vecinos en 1947 el recinto Arena Cívica. El nombre de Milan F. C., considerado también de poco nacional por el régimen, fue pronto abandonado por el que sería el gran identificativo de la sociedad, el de Associazione Calcio Milano.
En la que era la primera edición del campeonato profesional, fue el de la explosión de Meazza —y que los milanistas habían rechazado para sus categorías juveniles debido a su poca corpulencia— y fue el gran artífice con sus 31 goles de un nuevo título para los interistas, el tercero de su historia y el primero tras la profesionalización, que vieron como su uniforme perdió sus características rayas azules y negras para pasar a ser blanco con una cruz roja identificativa de la ciudad. En continuas protestas consiguieron finalmente en 1932 que la Federcalcio les concediera utilizar el distintivo de Associazione Sportiva Ambrosiana-Inter y los colores, recuperando así parte de sus identificativos históricos.
En cambio, los de San Siro pese a haber contado con grandes jugadores en sus filas como Louis Van Hege, Aldo Boffi, Riccardo Carapellese, Gino Cappello o Ettore Puricelli entre otros no pudo repetir unos éxitos que sus rivales sí conseguían y que se disputaban con el Foot-Ball Club Juventus que acabó siendo el gran dominador y otro de los grandes rivales de los equipos de la capital lombarda. Este fue también italianizado poco después simplemente como Juventus.

### Los años de Mazzola y Rivera
En los años 60 el derby de Milán vio a dos grandes estrellas del fútbol italiano enfrentarse cara a cara. Uno de los jugadores más representativos del Inter fue Sandro Mazzola, el hijo del jugador del FC Torino Valentino Mazzola (que junto con la mayoría de sus compañeros de equipo de Turín, murió en un accidente de aviación en 1949 después de dominar la Serie A por cuatro temporadas). Su contraparte en el Milan fue Gianni Rivera, apodado Golden Boy, por su talento.
Esta época estuvo marcada por una gran cantidad de partidos brillantes y una rivalidad cada vez mayor: mientras que el Milan ganó la Copa de Europa en 1962-63, el Inter lo siguió de cerca al obtener dicho título en los años siguientes. El Milan volvió a ganar el título en 1968-69. Durante este período de éxito para los dos equipos, el Milan fue dirigido por Nereo Rocco y el Inter por Helenio Herrera, ambos dirigiendo a muchos jugadores notables. Sin embargo, la rivalidad entre Mazzola y Rivera era impulsada más por los periodistas que por incompatibilidades personales.
La rivalidad continuó en el equipo nacional italiano, donde los dos jugadores no solían jugar juntos, con uno de los dos, por lo general, siendo sustituido por otro en el entretiempo. Rivera terminó perdiendo la titularidad frente a Mazzola en la final de 1970 contra Brasil, en la que Italia fue derrotada 1-4 por los sudamericanos. Más tarde entraría en el minuto 88, cuando Italia ya no tenía posibilidad de dar vuelta al resultado. Muchos entrenadores y aficionados vieron esto como un error por parte del entonces entrenador, Ferruccio Valcareggi, argumentando que el juego más dinámico de Rivera podría haber cambiado el trámite del partido.

### Los años 90 y la época actual
Otra era notable de la rivalidad fue la de a finales de 1980 y principios de 1990 cuando el trío holandés de Marco van Basten, Frank Rijkaard y Ruud Gullit jugaba en el AC Milan y el trío alemán de Andreas Brehme, Jürgen Klinsmann y Lothar Matthäus defendía los colores del Inter. A pesar de que durante aquel período el Milan dominaba el fútbol italiano y europeo, esta rivalidad es principalmente recordada por un famoso partido de la Copa del Mundo de 1990: La selección de los Países Bajos había llegado a dicho certamen como uno de los favoritos debido a que había ganado el Campeonato de Europa anterior en 1988, y el mencionado trío de jugadores había gozado de gran éxito a nivel europeo con el Milan, gracias a los dos títulos consecutivos de la Copa Europea en 1989 y 1990. Asimismo el cuadro rossonero había ganado el Scudetto de 1988 mientras que el inter se consagraría en el campeonato del año siguiente.

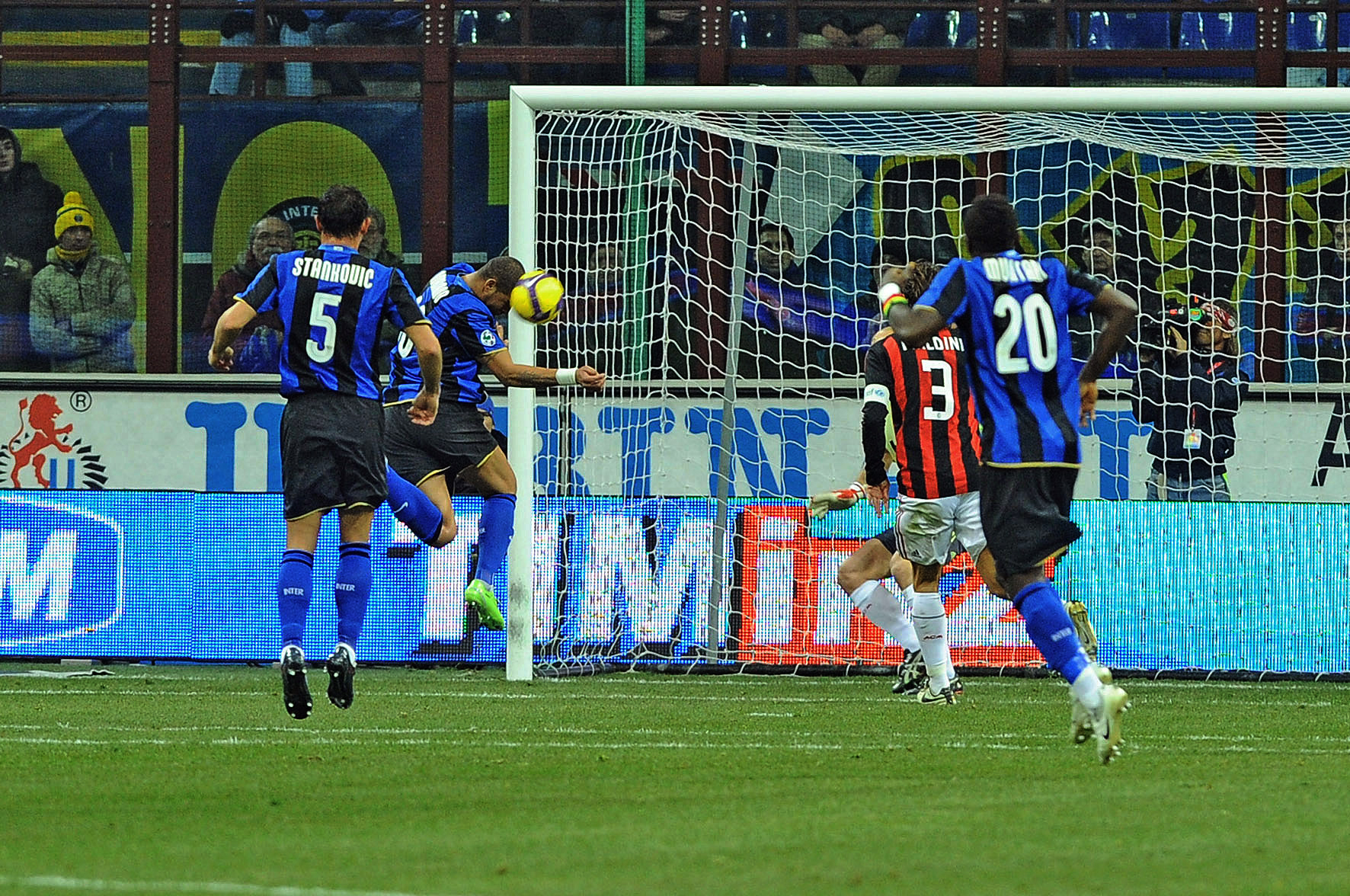
Derbi de la temporada 2008-09.

Cuando Holanda y Alemania se enfrentaron en la Copa del Mundo, el partido se jugó en San Siro, y para muchos parecía una versión de selecciones del derby de Milán. El juego terminó en derrota para los holandeses con Rijkaard expulsado tras escupir a delantero alemán Rudi Völler. Alemania ganó el partido 2-1 con tantos de dos de los jugadores del Inter Klinsman y Brehme, una victoria moral para los aficionados del Inter.
El Milan, sin embargo, siguió teniendo éxito tanto a nivel local e internacional. Fabio Capello formaría un equipo que después sería apodado como "los invencibles". Dicho equipo obtuvo la quinta Copa de Europa para el AC Milan en 1994, venciendo al afamado "dream team" del FC Barcelona de Johann Cruyff por 4-0 en una de las finales europeas más desigualadas nunca antes vista. El Milan de Capello llegó a la final de dicha competición europea tres veces consecutivas.
Por otra parte, el Inter tuvo que esperar mucho tiempo para volver a ganar un título importante. La sequía iniciada luego del scudetto obtenido en 1989, finalizó en 2006, cuando debido al escándalo de Calciopoli la Juventus fue despojada del título de la temporada 2005-06 el cual pasó a manos del Inter. El inter obtendría el título de la temporada siguiente con un récord de 17 victorias consecutivas, además de ganar los dos partidos contra el Milan. El segundo de estos derbis fue de gran importancia ya que el brasileño Ronaldo, quien había jugado por el Inter en la década de 1990 lo hizo esta vez defendiendo los colores del AC Milan. Pero esa misma temporada, el Milan obtuvo su 7.º título de UEFA Champions League derrotando a Liverpool en la final en Atenas . Mientras la liga italiana se recuperaba de las secuelas del escándalo por arreglo de partidos, el Inter continuó dominando, ganando cada liga hasta la temporada 2009-10 en donde también obtuvieron el triplete, es decir, liga, copa y la UEFA Champions League (esta última no la conseguían desde la temporada 1964-65). Sin embargo, en la siguiente temporada, AC Milan, con la adquisición de varios jugadores que incluían al exdelantero del Inter, Zlatan Ibrahimović, recuperó el Scudetto , su 18º, en general, liderando la clasificación de la liga desde principios de noviembre hasta el final de la temporada. Esa temporada también el Milan ganó los dos partidos de derbi, manteniendo el arco invicto en ambos partidos. Para la siguiente temporada, ambos equipos terminarían enfrentándose en la Supercopa de Italia en el Estadio Nacional de Pekín donde el Milan ganaría el partido y el título por 2–1.
Durante gran parte de la década de 2010, debido a la supremacía de la Juventus F. C. en la Serie A y a los altos niveles deportivos del SSC Napoli y AS Roma, capaces de desplegar una mayor competitividad en comparación con los milaneses, el derbi lombardo fue disminuyendo paulatinamente en cuanto a interés. Reducidas sus expectativas en el plano deportivo, Inter y AC Milan pusieron como propiedad la clasificación a la Europa League.
En la temporada 2017-18, donde culminó con el regreso del Inter de Milán a la Liga de Campeones de la UEFA, los "nerazzurri" ganaron el partido de ida por 3-2 gracias a un triplete de Mauro Icardi (que alcanzó el récord de goles en un derbi para un jugador del Inter), mientras que en la vuelta ambos equipos empataron a cero. En esa misma temporada, Inter y AC Milan volvieron a enfrentarse en la Copa Italia casi dieciocho años después de su último enfrentamiento en la competición, con victoria del conjunto "rossoneri" gracias a un gol de Patrick Cutrone en la prórroga (1-0). Al año siguiente, el Inter ganó los dos partidos, por 1-0 y 3-2. El Inter también ganó los dos derbis de la temporada 2019-20, 2-0 y 4-2, con lo que su racha de imbatibilidad en derbis ligueros se eleva a ocho y la de victorias consecutivas en derbis ligueros a cuatro, algo que no ocurría para los "nerazzurri" desde finales de la década de 1970 y la primera mitad de la década de 1980.

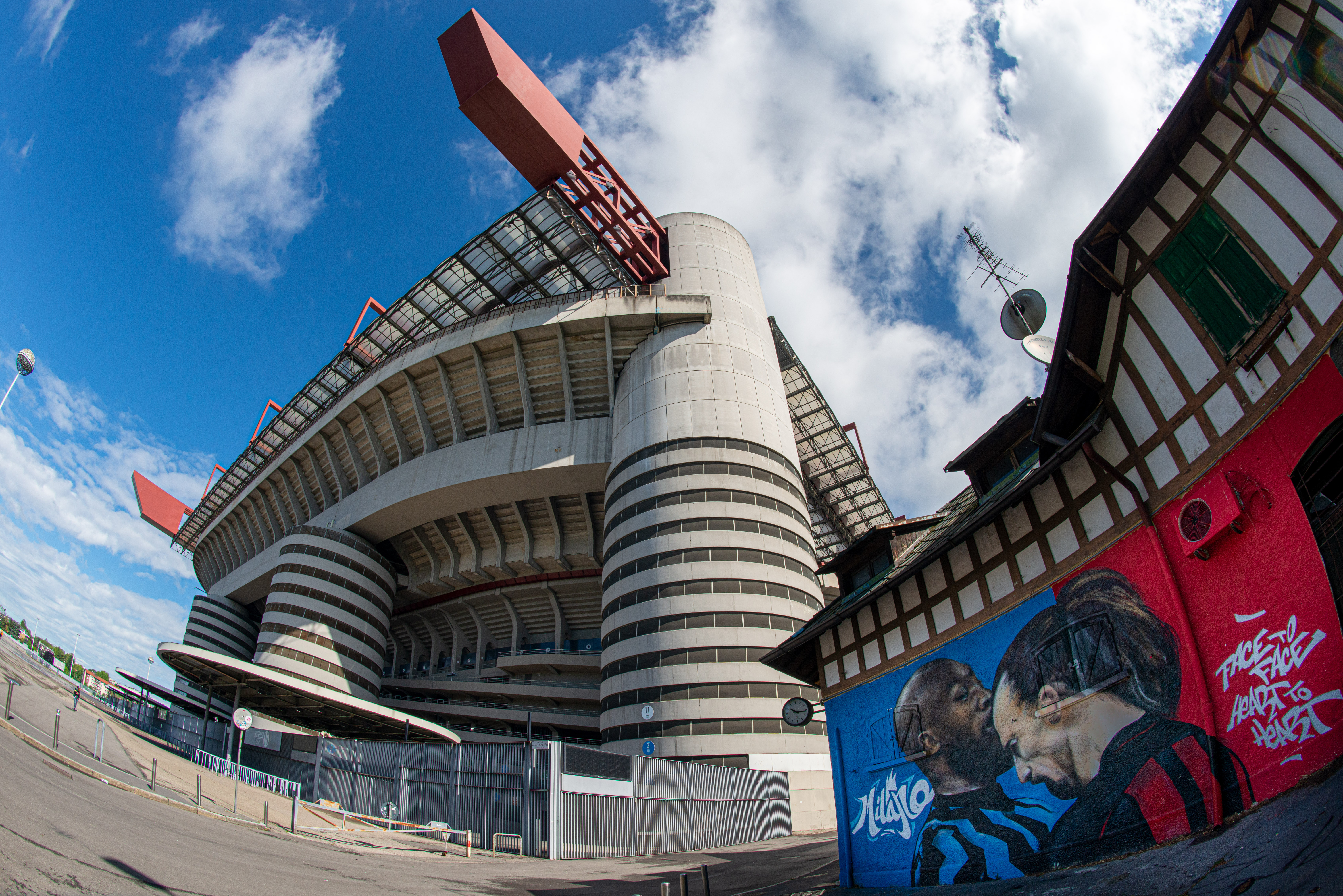
Mural cerca del estadio que representa el choque entre Lukaku e Ibrahimović en el derbi del 26 de enero de 2021.

En la temporada 2020-21, cuando el derbi volvió a ser decisivo para el Scudetto, el Milan ganó el derbi cuatro años después del anterior: los rossoneri se impusieron en la ida por 2-1 gracias a un doblete de Ibrahimović, que, con 39 años y 14 días, se convirtió en el goleador más veterano de la historia del derbi. En la vuelta, sin embargo, los nerazzurri se impusieron con un claro 3-0, con Lukaku estableciendo el récord de derbis consecutivos marcando (cinco entre liga y copa doméstica), y se lanzaron hacia la conquista del título. Ese mismo año, los dos equipos se enfrentaron en la Copa Italia tras el precedente de cuatro años atrás: el Inter se impuso por 2-1 gracias al decisivo gol de Eriksen en el tiempo añadido. En la temporada siguiente, en la que de nuevo los dos equipos milaneses se disputaron el campeonato, esta vez ganado por el AC Milan, el derbi volvió a disputarse en cuatro ocasiones (lo que no ocurría desde la temporada 2004-05): en la liga, los desafíos terminaron 1-1 en la ida y 2-1 para los rossoneri en la vuelta, siendo un resultado decisivo para que los rossoneri obtuviesen el título de la Serie A once años después; en la Copa Italia, el partido fue favorable al Inter, que superó al Milan por 3-0 en la vuelta de las semifinales de la copa nacional, después de que ambos equipos hubieran empatado 0-0 en el partido de ida, clasificándose a la final del certamen, donde los nerazzurri obtendrían el título.
En la temporada 2023-24 el derbi fue decisivo para que el Inter fuese campeón de la Serie A goleando a su rival con un 5-1 en el primero y venciendo con un 1-2 en el segundo enfrentamiento.                                                                                                                                                                                            
En la siguiente temporada, 2024-25, El Milan y el Inter se verían las caras en la final de la Supercopa de Italia en el Kingdom Arena, Riad donde el Milan ganaría el título tras vencer 2-3 al Inter.

## Resultados de partidos oficiales
| Temporada | Competición                              | Fecha                    | Equipo local   | Resultado | Equipo visitante | Historial |
| --------- | ---------------------------------------- | ------------------------ | -------------- | --------- | ---------------- | --------- |
| 1909      | Prima Categoria                          | 10 de enero de 1909      | Milan          | 3–2       | Internazionale   | +1        |
| 1909–10   | Prima Categoria                          | 6 de febrero de 1910     | Milan          | 0–5       | Internazionale   | 0         |
| 1909–10   | Prima Categoria                          | 27 de febrero de 1910    | Internazionale | 5–1       | Milan            | +1        |
| 1910–11   | Prima Categoria                          | 5 de febrero de 1911     | Internazionale | 0–2       | Milan            | 0         |
| 1910–11   | Prima Categoria                          | 30 de abril de 1911      | Milan          | 6–3       | Internazionale   | +1        |
| 1911–12   | Prima Categoria                          | 5 de noviembre de 1911   | Milan          | 2–1       | Internazionale   | +2        |
| 1911–12   | Prima Categoria                          | 21 de enero de 1912      | Internazionale | 0–3       | Milan            | +3        |
| 1912–13   | Prima Categoria                          | 17 de noviembre de 1912  | Internazionale | 1–2       | Milan            | +4        |
| 1912–13   | Prima Categoria                          | 9 de febrero de 1913     | Milan          | 1–0       | Internazionale   | +5        |
| 1913–14   | Prima Categoria                          | 30 de noviembre de 1913  | Milan          | 0–1       | Internazionale   | +4        |
| 1913–14   | Prima Categoria                          | 22 de febrero de 1914    | Internazionale | 5–2       | Milan            | +3        |
| 1914–15   | Prima Categoría                          | 2 de mayo de 1915        | Internazionale | 3–1       | Milan            | +2        |
| 1920–21   | Prima Categoria                          | 19 de diciembre de 1920  | Internazionale | 0–0       | Milan            | +2        |
| 1920–21   | Prima Categoria                          | 30 de enero de 1921      | Milan          | 1–1       | Internazionale   | +2        |
| 1926–27   | Divisione Nazionale                      | 3 de abril de 1927       | Internazionale | 1–2       | Milan            | +3        |
| 1926–27   | Divisione Nazionale                      | 5 de junio de 1927       | Milan          | 1–1       | Internazionale   | +3        |
| 1927–28   | Divisione Nazionale                      | 29 de abril de 1928      | Milan          | 1–2       | Internazionale   | +2        |
| 1927–28   | Divisione Nazionale                      | 8 de julio de 1928       | Internazionale | 2–3       | Milan            | +3        |
| 1929–30   | Serie A                                  | 10 de noviembre de 1929  | Milan          | 1–2       | Internazionale   | +2        |
| 1929–30   | Serie A                                  | 13 de abril de 1930      | Internazionale | 2–0       | Milan            | +1        |
| 1930–31   | Serie A                                  | 26 de octubre de 1930    | Internazionale | 1–1       | Milan            | +1        |
| 1930–31   | Serie A                                  | 19 de marzo de 1931      | Milan          | 1–4       | Internazionale   | 0         |
| 1931–32   | Serie A                                  | 18 de octubre de 1931    | Milan          | 2–3       | Internazionale   | +1        |
| 1931–32   | Serie A                                  | 6 de marzo de 1932       | Internazionale | 0–0       | Milan            | +1        |
| 1932–33   | Serie A                                  | 6 de noviembre de 1932   | Internazionale | 5–4       | Milan            | +2        |
| 1932–33   | Serie A                                  | 9 de abril de 1933       | Milan          | 1–3       | Internazionale   | +3        |
| 1933–34   | Serie A                                  | 1 de noviembre de 1933   | Internazionale | 3–0       | Milan            | +4        |
| 1933–34   | Serie A                                  | 11 de marzo de 1934      | Milan          | 1–2       | Internazionale   | +5        |
| 1934–35   | Serie A                                  | 2 de diciembre de 1934   | Milan          | 2–2       | Internazionale   | +5        |
| 1934–35   | Serie A                                  | 14 de abril de 1935      | Internazionale | 2–0       | Milan            | +6        |
| 1935–36   | Serie A                                  | 29 de septiembre de 1935 | Internazionale | 1–1       | Milan            | +6        |
| 1935–36   | Serie A                                  | 2 de febrero de 1936     | Milan          | 2–2       | Internazionale   | +6        |
| 1936–37   | Serie A                                  | 4 de octubre de 1936     | Milan          | 1–1       | Internazionale   | +6        |
| 1936–37   | Serie A                                  | 7 de febrero de 1937     | Internazionale | 1–1       | Milan            | +6        |
| 1937–38   | Serie A                                  | 17 de octubre de 1937    | Internazionale | 2–1       | Milan            | +7        |
| 1937–38   | Serie A                                  | 20 de febrero de 1938    | Milan          | 1–0       | Internazionale   | +6        |
| 1938–39   | Serie A                                  | 2 de octubre de 1938     | Internazionale | 1–0       | Milan            | +7        |
| 1938–39   | Serie A                                  | 12 de febrero de 1939    | Milan          | 3–1       | Internazionale   | +6        |
| 1939–40   | Serie A                                  | 17 de diciembre de 1939  | Internazionale | 0–3       | Milan            | +5        |
| 1939–40   | Serie A                                  | 12 de mayo de 1940       | Milan          | 1–3       | Internazionale   | +6        |
| 1940–41   | Serie A                                  | 20 de octubre de 1940    | Milan          | 0–1       | Internazionale   | +7        |
| 1940–41   | Serie A                                  | 9 de febrero de 1941     | Internazionale | 2–2       | Milan            | +7        |
| 1941–42   | Serie A                                  | 25 de enero de 1942      | Milan          | 2–1       | Internazionale   | +6        |
| 1941–42   | Serie A                                  | 7 de junio de 1942       | Internazionale | 2–2       | Milan            | +6        |
| 1942–43   | Serie A                                  | 3 de enero de 1943       | Internazionale | 3–1       | Milan            | +7        |
| 1942–43   | Serie A                                  | 18 de abril de 1943      | Milan          | 0–3       | Internazionale   | +8        |
| 1944      | Campeonato Alta Italia                   | 23 de enero de 1944      | Internazionale | 3–1       | Milan            | +9        |
| 1944      | Campeonato Alta Italia                   | 19 de marzo de 1944      | Milan          | 2–0       | Internazionale   | +8        |
| 1945–46   | Serie A-B                                | 4 de noviembre de 1945   | Milan          | 1–3       | Internazionale   | +9        |
| 1945–46   | Serie A-B                                | 10 de febrero de 1946    | Internazionale | 2–0       | Milan            | +10       |
| 1945–46   | Serie A-B                                | 30 de mayo de 1946       | Milan          | 3–2       | Internazionale   | +9        |
| 1945–46   | Serie A-B                                | 21 de julio de 1946      | Internazionale | 0–1       | Milan            | +8        |
| 1946–47   | Serie A                                  | 20 de octubre de 1946    | Milan          | 3–1       | Internazionale   | +7        |
| 1946–47   | Serie A                                  | 16 de marzo de 1947      | Internazionale | 1–2       | Milan            | +6        |
| 1947–48   | Serie A                                  | 2 de noviembre de 1947   | Milan          | 3–2       | Internazionale   | +5        |
| 1947–48   | Serie A                                  | 11 de abril de 1948      | Internazionale | 0–2       | Milan            | +4        |
| 1948–49   | Serie A                                  | 16 de octubre de 1948    | Milan          | 0–2       | Internazionale   | +5        |
| 1948–49   | Serie A                                  | 6 de febrero de 1949     | Internazionale | 4–4       | Milan            | +5        |
| 1949–50   | Serie A                                  | 6 de noviembre de 1949   | Internazionale | 6–5       | Milan            | +6        |
| 1949–50   | Serie A                                  | 19 de marzo de 1950      | Milan          | 3–1       | Internazionale   | +5        |
| 1950–51   | Serie A                                  | 12 de noviembre de 1950  | Milan          | 2–3       | Internazionale   | +6        |
| 1950–51   | Serie A                                  | 25 de marzo de 1951      | Internazionale | 0–1       | Milan            | +5        |
| 1951–52   | Serie A                                  | 4 de noviembre de 1951   | Internazionale | 2–2       | Milan            | +5        |
| 1951–52   | Serie A                                  | 6 de abril de 1952       | Milan          | 2–1       | Internazionale   | +4        |
| 1952–53   | Serie A                                  | 2 de noviembre de 1952   | Milan          | 0–1       | Internazionale   | +5        |
| 1952–53   | Serie A                                  | 8 de marzo de 1953       | Internazionale | 0–0       | Milan            | +5        |
| 1953–54   | Serie A                                  | 1 de noviembre de 1953   | Internazionale | 3–0       | Milan            | +6        |
| 1953–54   | Serie A                                  | 21 de marzo de 1954      | Milan          | 2–0       | Internazionale   | +5        |
| 1954–55   | Serie A                                  | 7 de noviembre de 1954   | Milan          | 1–1       | Internazionale   | +5        |
| 1954–55   | Serie A                                  | 3 de abril de 1955       | Internazionale | 1–1       | Milan            | +5        |
| 1955–56   | Serie A                                  | 16 de octubre de 1955    | Internazionale | 2–1       | Milan            | +6        |
| 1955–56   | Serie A                                  | 11 de marzo de 1956      | Milan          | 1–2       | Internazionale   | +7        |
| 1956–57   | Serie A                                  | 21 de octubre de 1956    | Milan          | 1–1       | Internazionale   | +7        |
| 1956–57   | Serie A                                  | 10 de marzo de 1957      | Internazionale | 1–1       | Milan            | +7        |
| 1957–58   | Serie A                                  | 6 de octubre de 1957     | Internazionale | 1–0       | Milan            | +8        |
| 1957–58   | Serie A                                  | 23 de febrero de 1958    | Milan          | 2–2       | Internazionale   | +8        |
| 1957–58   | Coppa Italia (Fase de grupos)            | 15 de junio de 1958      | Milan          | 3–2       | Internazionale   | +7        |
| 1957–58   | Coppa Italia (Fase de grupos)            | 6 de julio de 1958       | Internazionale | 1–1       | Milan            | +7        |
| 1958–59   | Serie A                                  | 2 de noviembre de 1958   | Milan          | 1–1       | Internazionale   | +7        |
| 1958–59   | Serie A                                  | 22 de marzo de 1959      | Internazionale | 1–0       | Milan            | +8        |
| 1959–60   | Serie A                                  | 8 de noviembre de 1959   | Internazionale | 0–0       | Milan            | +8        |
| 1959–60   | Serie A                                  | 27 de marzo de 1960      | Milan          | 5–3       | Internazionale   | +7        |
| 1960–61   | Serie A                                  | 20 de noviembre de 1960  | Milan          | 0–1       | Internazionale   | +8        |
| 1960–61   | Serie A                                  | 26 de marzo de 1961      | Internazionale | 1–2       | Milan            | +7        |
| 1961–62   | Serie A                                  | 1 de octubre de 1961     | Internazionale | 1–3       | Milan            | +6        |
| 1961–62   | Serie A                                  | 4 de febrero de 1962     | Milan          | 0–2       | Internazionale   | +7        |
| 1962–63   | Serie A                                  | 21 de octubre de 1962    | Milan          | 1–1       | Internazionale   | +7        |
| 1962–63   | Serie A                                  | 24 de febrero de 1963    | Internazionale | 1–1       | Milan            | +7        |
| 1963–64   | Serie A                                  | 19 de enero de 1964      | Internazionale | 0–2       | Milan            | +6        |
| 1963–64   | Serie A                                  | 22 de marzo de 1964      | Milan          | 1–1       | Internazionale   | +6        |
| 1964–65   | Serie A                                  | 15 de noviembre de 1964  | Milan          | 3–0       | Internazionale   | +5        |
| 1964–65   | Serie A                                  | 28 de marzo de 1965      | Internazionale | 5–2       | Milan            | +6        |
| 1965–66   | Serie A                                  | 21 de noviembre de 1965  | Internazionale | 1–1       | Milan            | +6        |
| 1965–66   | Serie A                                  | 3 de abril de 1966       | Milan          | 1–2       | Internazionale   | +7        |
| 1966–67   | Serie A                                  | 20 de noviembre de 1966  | Milan          | 0–1       | Internazionale   | +8        |
| 1966–67   | Serie A                                  | 2 de abril de 1967       | Internazionale | 4–0       | Milan            | +9        |
| 1967–68   | Serie A                                  | 22 de octubre de 1967    | Internazionale | 1–1       | Milan            | +9        |
| 1967–68   | Serie A                                  | 18 de febrero de 1968    | Milan          | 1–1       | Internazionale   | +9        |
| 1967–68   | Coppa Italia (Grupo Final)               | 16 de junio de 1968      | Internazionale | 0–0       | Milan            | +9        |
| 1967–68   | Coppa Italia (Grupo Final)               | 26 de junio de 1968      | Milan          | 4–2       | Internazionale   | +8        |
| 1968–69   | Serie A                                  | 3 de noviembre de 1968   | Milan          | 1–0       | Internazionale   | +7        |
| 1968–69   | Serie A                                  | 2 de marzo de 1969       | Internazionale | 1–1       | Milan            | +7        |
| 1969–70   | Serie A                                  | 9 de noviembre de 1969   | Internazionale | 0–0       | Milan            | +7        |
| 1969–70   | Serie A                                  | 8 de marzo de 1970       | Milan          | 0–1       | Internazionale   | +8        |
| 1970–71   | Serie A                                  | 8 de noviembre de 1970   | Milan          | 3–0       | Internazionale   | +7        |
| 1970–71   | Serie A                                  | 7 de marzo de 1971       | Internazionale | 2–0       | Milan            | +8        |
| 1971–72   | Serie A                                  | 28 de noviembre de 1971  | Internazionale | 2–3       | Milan            | +7        |
| 1971–72   | Serie A                                  | 19 de marzo de 1972      | Milan          | 1–1       | Internazionale   | +7        |
| 1971–72   | Coppa Italia Ronda 2                     | 8 de junio de 1972       | Milan          | 1–0       | Internazionale   | +6        |
| 1971–72   | Coppa Italia Ronda 2                     | 28 de junio de 1972      | Internazionale | 0–1       | Milan            | +5        |
| 1972–73   | Serie A                                  | 19 de noviembre de 1972  | Milan          | 3–2       | Internazionale   | +4        |
| 1972–73   | Serie A                                  | 18 de marzo de 1973      | Internazionale | 0–2       | Milan            | +3        |
| 1973–74   | Serie A                                  | 2 de diciembre de 1973   | Internazionale | 2–1       | Milan            | +4        |
| 1973–74   | Coppa Italia (Ronda 2)                   | 23 de enero de 1974      | Milan          | 0–1       | Internazionale   | +5        |
| 1973–74   | Serie A                                  | 24 de marzo de 1974      | Milan          | 1–5       | Internazionale   | +6        |
| 1973–74   | Coppa Italia (Ronda 2)                   | 1 de mayo de 1974        | Internazionale | 2–1       | Milan            | +7        |
| 1974–75   | Serie A                                  | 10 de noviembre de 1974  | Internazionale | 0–0       | Milan            | +7        |
| 1974–75   | Serie A                                  | 9 de marzo de 1975       | Milan          | 3–0       | Internazionale   | +6        |
| 1974–75   | Coppa Italia (Ronda 2)                   | 25 de mayo de 1975       | Internazionale | 0–1       | Milan            | +5        |
| 1974–75   | Coppa Italia (Ronda 2)                   | 15 de junio de 1975      | Milan          | 0–0       | Internazionale   | +5        |
| 1975–76   | Serie A                                  | 7 de diciembre de 1975   | Milan          | 2–1       | Internazionale   | +4        |
| 1975–76   | Serie A                                  | 28 de marzo de 1976      | Internazionale | 0–1       | Milan            | +3        |
| 1976–77   | Serie A                                  | 28 de noviembre de 1976  | Milan          | 1–1       | Internazionale   | +3        |
| 1976–77   | Serie A                                  | 27 de marzo de 1977      | Internazionale | 0–0       | Milan            | +3        |
| 1976–77   | Coppa Italia (Final)                     | 3 de julio de 1977       | Milan          | 2–0       | Internazionale   | +2        |
| 1977–78   | Serie A                                  | 6 de noviembre de 1977   | Internazionale | 1–3       | Milan            | +1        |
| 1977–78   | Serie A                                  | 12 de marzo de 1978      | Milan          | 0–0       | Internazionale   | +1        |
| 1978–79   | Serie A                                  | 12 de noviembre de 1978  | Milan          | 1–0       | Internazionale   | 0         |
| 1978–79   | Serie A                                  | 18 de marzo de 1979      | Internazionale | 2–2       | Milan            | 0         |
| 1979–80   | Serie A                                  | 28 de octubre de 1979    | Internazionale | 2–0       | Milan            | +1        |
| 1979–80   | Serie A                                  | 2 de marzo de 1980       | Milan          | 0–1       | Internazionale   | +2        |
| 1980–81   | Coppa Italia (Fase de grupos)            | 7 de septiembre de 1980  | Milan          | 0–1       | Internazionale   | +3        |
| 1981–82   | Coppa Italia (Fase de grupos)            | 6 de septiembre de 1981  | Internazionale | 2–2       | Milan            | +3        |
| 1981–82   | Serie A                                  | 25 de octubre de 1981    | Milan          | 0–1       | Internazionale   | +4        |
| 1981–82   | Serie A                                  | 7 de marzo de 1982       | Internazionale | 2–1       | Milan            | +5        |
| 1983–84   | Serie A                                  | 6 de noviembre de 1983   | Internazionale | 2–0       | Milan            | +6        |
| 1983–84   | Serie A                                  | 18 de marzo de 1984      | Milan          | 0–0       | Internazionale   | +6        |
| 1984–85   | Serie A                                  | 28 de octubre de 1984    | Milan          | 2–1       | Internazionale   | +5        |
| 1984–85   | Serie A                                  | 17 de marzo de 1985      | Internazionale | 2–2       | Milan            | +5        |
| 1984–85   | Coppa Italia (Semifinales)               | 23 de junio de 1985      | Internazionale | 1–2       | Milan            | +4        |
| 1984–85   | Coppa Italia (Semifinales)               | 26 de junio de 1985      | Milan          | 1–1       | Internazionale   | +4        |
| 1985–86   | Serie A                                  | 1 de diciembre de 1985   | Milan          | 2–2       | Internazionale   | +4        |
| 1985–86   | Serie A                                  | 6 de abril de 1986       | Internazionale | 1–0       | Milan            | +5        |
| 1986–87   | Serie A                                  | 12 de octubre de 1986    | Milan          | 0–0       | Internazionale   | +5        |
| 1986–87   | Serie A                                  | 1 de marzo de 1987       | Internazionale | 1–2       | Milan            | +4        |
| 1987–88   | Serie A                                  | 20 de diciembre de 1987  | Internazionale | 0–1       | Milan            | +3        |
| 1987–88   | Serie A                                  | 24 de abril de 1988      | Milan          | 2–0       | Internazionale   | +2        |
| 1988–89   | Serie A                                  | 11 de diciembre de 1988  | Milan          | 0–1       | Internazionale   | +3        |
| 1988–89   | Serie A                                  | 30 de abril de 1989      | Internazionale | 0–0       | Milan            | +3        |
| 1989–90   | Serie A                                  | 19 de noviembre de 1989  | Internazionale | 0–3       | Milan            | +2        |
| 1989–90   | Serie A                                  | 18 de marzo de 1990      | Milan          | 1–3       | Internazionale   | +3        |
| 1990–91   | Serie A                                  | 18 de noviembre de 1990  | Milan          | 0–1       | Internazionale   | +4        |
| 1990–91   | Serie A                                  | 24 de marzo de 1991      | Internazionale | 0–1       | Milan            | +3        |
| 1991–92   | Serie A                                  | 1 de diciembre de 1991   | Internazionale | 1–1       | Milan            | +3        |
| 1991–92   | Serie A                                  | 18 de abril de 1992      | Milan          | 1–0       | Internazionale   | +2        |
| 1992–93   | Serie A                                  | 22 de noviembre de 1992  | Milan          | 1–1       | Internazionale   | +2        |
| 1992–93   | Coppa Italia (Cuartos de final)          | 27 de enero de 1993      | Milan          | 0–0       | Internazionale   | +2        |
| 1992–93   | Coppa Italia (Cuartos de final)          | 10 de febrero de 1993    | Internazionale | 0–3       | Milan            | +1        |
| 1992–93   | Serie A                                  | 10 de abril de 1993      | Internazionale | 1–1       | Milan            | +1        |
| 1993–94   | Serie A                                  | 7 de noviembre de 1993   | Internazionale | 1–2       | Milan            | 0         |
| 1993–94   | Serie A                                  | 20 de marzo de 1994      | Milan          | 2–1       | Internazionale   | +1        |
| 1994–95   | Coppa Italia (Dieciseisavos de final)    | 12 de octubre de 1994    | Milan          | 1–2       | Internazionale   | 0         |
| 1994–95   | Coppa Italia (Dieciseisavos de final)    | 26 de octubre de 1994    | Internazionale | 2–1       | Milan            | +1        |
| 1994–95   | Serie A                                  | 20 de noviembre de 1994  | Milan          | 1–1       | Internazionale   | +1        |
| 1994–95   | Serie A                                  | 15 de abril de 1995      | Internazionale | 3–1       | Milan            | +2        |
| 1995–96   | Serie A                                  | 29 de octubre de 1995    | Internazionale | 1–1       | Milan            | +2        |
| 1995–96   | Serie A                                  | 10 de marzo de 1996      | Milan          | 0–1       | Internazionale   | +3        |
| 1996–97   | Serie A                                  | 24 de noviembre de 1996  | Milan          | 1–1       | Internazionale   | +3        |
| 1996–97   | Serie A                                  | 13 de abril de 1997      | Internazionale | 3–1       | Milan            | +4        |
| 1997–98   | Serie A                                  | 22 de noviembre de 1997  | Internazionale | 2–2       | Milan            | +4        |
| 1997–98   | Coppa Italia (Cuartos de final)          | 8 de enero de 1998       | Milan          | 5–0       | Internazionale   | +3        |
| 1997–98   | Coppa Italia (Cuartos de final)          | 21 de enero de 1998      | Internazionale | 1–0       | Milan            | +4        |
| 1997–98   | Serie A                                  | 22 de marzo de 1998      | Milan          | 0–3       | Internazionale   | +5        |
| 1998–99   | Serie A                                  | 8 de noviembre de 1998   | Milan          | 2–2       | Internazionale   | +5        |
| 1998–99   | Serie A                                  | 13 de marzo de 1999      | Internazionale | 2–2       | Milan            | +5        |
| 1999–2000 | Serie A                                  | 24 de octubre de 1999    | Internazionale | 1–2       | Milan            | +4        |
| 1999–2000 | Coppa Italia (Cuartos de final)          | 12 de enero de 2000      | Milan          | 2–3       | Internazionale   | +5        |
| 1999–2000 | Coppa Italia (Cuartos de final)          | 26 de enero de 2000      | Internazionale | 1–1       | Milan            | +5        |
| 1999–2000 | Serie A                                  | 5 de marzo de 2000       | Milan          | 1–2       | Internazionale   | +6        |
| 2000–01   | Serie A                                  | 7 de enero de 2001       | Milan          | 2–2       | Internazionale   | +6        |
| 2000–01   | Serie A                                  | 11 de mayo de 2001       | Internazionale | 0–6       | Milan            | +5        |
| 2001–02   | Serie A                                  | 21 de octubre de 2001    | Internazionale | 2–4       | Milan            | +4        |
| 2001–02   | Serie A                                  | 3 de marzo de 2002       | Milan          | 0–1       | Internazionale   | +5        |
| 2002–03   | Serie A                                  | 23 de noviembre de 2002  | Milan          | 1–0       | Internazionale   | +4        |
| 2002–03   | Serie A                                  | 12 de abril de 2003      | Internazionale | 0–1       | Milan            | +3        |
| 2002–03   | UEFA Champions League (Semifinales)      | 7 de mayo de 2003        | Milan          | 0–0       | Internazionale   | +3        |
| 2002–03   | UEFA Champions League (Semifinales)      | 13 de mayo de 2003       | Internazionale | 1–11      | Milan            | +3        |
| 2003–04   | Serie A                                  | 5 de octubre de 2003     | Internazionale | 1–3       | Milan            | +2        |
| 2003–04   | Serie A                                  | 21 de febrero de 2004    | Milan          | 3–2       | Internazionale   | +1        |
| 2004–05   | Serie A                                  | 24 de octubre de 2004    | Milan          | 0–0       | Internazionale   | +1        |
| 2004–05   | Serie A                                  | 27 de febrero de 2005    | Internazionale | 0–1       | Milan            | 0         |
| 2004–05   | UEFA Champions League (Cuartos de final) | 6 de abril de 2005       | Milan          | 2–0       | Internazionale   | +1        |
| 2004–05   | UEFA Champions League (Cuartos de final) | 12 de abril de 2005      | Internazionale | 0–32      | Milan            | +2        |
| 2005–06   | Serie A                                  | 11 de diciembre de 2005  | Internazionale | 3–2       | Milan            | +1        |
| 2005–06   | Serie A                                  | 14 de abril de 2006      | Milan          | 1–0       | Internazionale   | +2        |
| 2006–07   | Serie A                                  | 28 de octubre de 2006    | Milan          | 3–4       | Internazionale   | +1        |
| 2006–07   | Serie A                                  | 11 de marzo de 2007      | Internazionale | 2–1       | Milan            | 0         |
| 2007–08   | Serie A                                  | 23 de diciembre de 2007  | Internazionale | 2–1       | Milan            | +1        |
| 2007–08   | Serie A                                  | 4 de mayo de 2008        | Milan          | 2–1       | Internazionale   | 0         |
| 2008–09   | Serie A                                  | 28 de septiembre de 2008 | Milan          | 1–0       | Internazionale   | +1        |
| 2008–09   | Serie A                                  | 15 de febrero de 2009    | Internazionale | 2–1       | Milan            | 0         |
| 2009–10   | Serie A                                  | 29 de agosto de 2009     | Milan          | 0–4       | Internazionale   | +1        |
| 2009–10   | Serie A                                  | 24 de enero de 2010      | Internazionale | 2–0       | Milan            | +2        |
| 2010–11   | Serie A                                  | 14 de noviembre de 2010  | Internazionale | 0–1       | Milan            | +1        |
| 2010–11   | Serie A                                  | 2 de abril de 2011       | Milan          | 3–0       | Internazionale   | 0         |
| 2011–12   | Supercopa de Italia                      | 6 de agosto de 2011      | Milan          | 2–1       | Internazionale   | +1        |
| 2011–12   | Serie A                                  | 15 de enero de 2012      | Milan          | 0–1       | Internazionale   | 0         |
| 2011–12   | Serie A                                  | 6 de mayo de 2012        | Internazionale | 4–2       | Milan            | +1        |
| 2012–13   | Serie A                                  | 7 de octubre de 2012     | Milan          | 0–1       | Internazionale   | +2        |
| 2012–13   | Serie A                                  | 24 de febrero de 2013    | Internazionale | 1–1       | Milan            | +2        |
| 2013–14   | Serie A                                  | 22 de diciembre de 2013  | Internazionale | 1–0       | Milan            | +3        |
| 2013–14   | Serie A                                  | 4 de mayo de 2014        | Milan          | 1–0       | Internazionale   | +2        |
| 2014–15   | Serie A                                  | 23 de noviembre de 2014  | Milan          | 1–1       | Internazionale   | +2        |
| 2014–15   | Serie A                                  | 19 de abril de 2015      | Internazionale | 0–0       | Milan            | +2        |
| 2015–16   | Serie A                                  | 13 de septiembre de 2015 | Internazionale | 1–0       | Milan            | +3        |
| 2015–16   | Serie A                                  | 31 de enero de 2016      | Milan          | 3–0       | Internazionale   | +2        |
| 2016–17   | Serie A                                  | 20 de noviembre de 2016  | Milan          | 2–2       | Internazionale   | +2        |
| 2016–17   | Serie A                                  | 15 de abril de 2017      | Internazionale | 2–2       | Milan            | +2        |
| 2017–18   | Serie A                                  | 15 de octubre de 2017    | Internazionale | 3–2       | Milan            | +3        |
| 2017–18   | Coppa Italia (Cuartos de final)          | 27 de diciembre de 2017  | Milan          | 1–03      | Internazionale   | +2        |
| 2017–18   | Serie A                                  | 4 de abril de 2018       | Milan          | 0–0       | Internazionale   | +2        |
| 2018–19   | Serie A                                  | 21 de octubre de 2018    | Internazionale | 1–0       | Milan            | +3        |
| 2018–19   | Serie A                                  | 17 de marzo de 2019      | Milan          | 2–3       | Internazionale   | +4        |
| 2019–20   | Serie A                                  | 21 de septiembre de 2019 | Milan          | 0–2       | Internazionale   | +5        |
| 2019–20   | Serie A                                  | 9 de febrero de 2020     | Internazionale | 4–2       | Milan            | +6        |
| 2020–21   | Serie A                                  | 17 de octubre de 2020    | Internazionale | 1–2       | Milan            | +5        |
| 2020–21   | Coppa Italia (Cuartos de final)          | 26 de enero de 2021      | Internazionale | 2–1       | Milan            | +6        |
| 2020–21   | Serie A                                  | 21 de febrero de 2021    | Milan          | 0–3       | Internazionale   | +7        |
| 2021–22   | Serie A                                  | 7 de noviembre de 2021   | Milan          | 1–1       | Internazionale   | +7        |
| 2021–22   | Serie A                                  | 5 de febrero de 2022     | Internazionale | 1–2       | Milan            | +6        |
| 2021–22   | Coppa Italia (Semifinales)               | 1 de marzo de 2022       | Milan          | 0–0       | Internazionale   | +6        |
| 2021–22   | Coppa Italia (Semifinales)               | 19 de abril de 2022      | Internazionale | 3–0       | Milan            | +7        |
| 2022-23   | Serie A                                  | 3 de septiembre de 2022  | Milan          | 3–2       | Internazionale   | +6        |
| 2022-23   | Supercopa de Italia                      | 18 de enero de 2023      | Milan          | 0–3       | Internazionale   | +7        |
| 2022-23   | Serie A                                  | 5 de febrero de 2023     | Internazionale | 1–0       | Milan            | +8        |
| 2022-23   | UEFA Champions League (Semifinales)      | 10 de mayo de 2023       | Milan          | 0–2       | Internazionale   | +9        |
| 2022-23   | UEFA Champions League (Semifinales)      | 16 de mayo de 2023       | Internazionale | 1–0       | Milan            | +10       |
| 2023-24   | Serie A                                  | 16 de septiembre de 2023 | Internazionale | 5–1       | Milan            | +11       |
| 2023-24   | Serie A                                  | 22 de abril de 2024      | Milan          | 1–2       | Internazionale   | +12       |
| 2024-25   | Serie A                                  | 22 de septiembre de 2024 | Internazionale | 1–2       | Milan            | +11       |
| 2024-25   | Supercopa de Italia                      | 6 de enero de 2025       | Internazionale | 2–3       | Milan            | +10       |
| 2024-25   | Serie A                                  | 2 de febrero de 2025     | Milan          | 1–1       | Internazionale   | +10       |
| 2024-25   | Coppa Italia (Semifinales)               | 2 de abril de 2025       | Milan          | 1–1       | Internazionale   | +10       |
| 2024-25   | Coppa Italia (Semifinales)               | 23 de abril de 2025      | Internazionale | 0–3       | Milan            | +9        |

1 En el empate de semifinales de la UEFA Champions League 2002–03 avanzó el Milan por la regla del gol de visitante.
2 El partido de cuartos de final de la UEFA Champions League 2004–05 fue suspendido a los 72 minutos del partido; La UEFA otorgó una victoria por 3-0 para el Milan cuando los aficionados del Inter lanzaron bengalas en el campo.
3 El partido de cuartos de final de Coppa Italia 2017-18 fue ganado por Milan 1-0 en el tiempo extra.

## Estadísticas
Para un completo resumen estadístico de los enfrentamientos véase Estadísticas del derbi milanés

### Balance de enfrentamientos
En esta tabla se resumen todos los encuentros disputados entre ambos equipos en todas las competiciones oficiales.
| Competición                                                                         | P.J. | Ganó ACM | P.E. | Ganó FCI | G.ACM | G.FCI |
| ----------------------------------------------------------------------------------- | ---- | -------- | ---- | -------- | ----- | ----- |
| Campeonato de Liga                                                                  | 204  | 66       | 60   | 78       | 270   | 300   |
| Campeonato Alta Italia(1)                                                           | 2    | 1        | 0    | 1        | 3     | 3     |
| Campeonato de Italia de Copa                                                        | 29   | 11       | 9    | 9        | 39    | 28    |
| Supercopa de Italia                                                                 | 3    | 2        | 0    | 1        | 5     | 6     |
| Liga de Campeones                                                                   | 6    | 2        | 2    | 2        | 4     | 4     |
| Total                                                                               | 244  | 82       | 71   | 91       | 321   | 341   |
| 1El Campeonato Alta Italia 1943-44 fue disputado durante la Segunda Guerra Mundial. |      |          |      |          |       |       |

### Partidos que decidieron un título
Ambos clubes se han enfrentado para decidir un título únicamente 4 veces, 3 favorables a los rojinegros y 1 a los nerazurri . Los enfrentamientos corresponden; tres a la Supercopa de Italia y uno al Campeonato de Italia de Copa. A continuación se detallan los resultados de dichos partidos desde el primero de ellos producido en 1977.
Nombres de equipos en la época. Indicados partidos de finales definitorios de un título.
| Temporada                    | Campeón                             | Resultado           | Subcampeón                          | Sede Final                              |
| Supercopa de Italia          | Supercopa de Italia                 | Supercopa de Italia | Supercopa de Italia                 |                                         |
| ---------------------------- | ----------------------------------- | ------------------- | ----------------------------------- | --------------------------------------- |
| 2011                         | Associazione Calcio Milan           | 2 - 1               | Football Club Internazionale Milano | Estadio Nacional de Pekín, Pekín, China |
| 2022                         | Football Club Internazionale Milano | 3 - 0               | Associazione Calcio Milan           | Estadio Rey Fahd, Riad, Arabia Saudita  |
| 2024                         | Associazione Calcio Milan           | 3 - 2               | Football Club Internazionale Milano | Al-Awwal Park, Riad, Arabia Saudita     |
| Campeonato de Italia de Copa |                                     |                     |                                     |                                         |
| 1976-77                      | Associazione Calcio Milan           | 2 - 0               | Football Club Internazionale Milano | Nuovo Stadio Calcistico San Siro, Milán |

### Tabla histórica de goleadores
Nota: En negrita jugadores en activo. En caso de empate indicado en primer lugar el de mejor promedio goleador.
| #                                                             | Jugador                 | Equipo               | Liga | Liga | Copa | Copa | Supercopa | Supercopa | Copa de Europa | Copa de Europa | Total | Total | Total |
| #                                                             | Jugador                 | Equipo               | P.J. | G.   | P.J. | G.   | P.J.      | G.        | P.J.           | G.             | P.J.  | G.    | G. T. |
| ------------------------------------------------------------- | ----------------------- | -------------------- | ---- | ---- | ---- | ---- | --------- | --------- | -------------- | -------------- | ----- | ----- | ----- |
| 1                                                             | Andriy Shevchenko       | A. C. Milan          | 14   | 8    | 2    | 3    | -         | -         | 4              | 3              | 20    | 14    | 0.70  |
| 2                                                             | Giuseppe Meazza         | Ambos clubes         | 20   | 13   | -    | -    | —         | —         | —              | —              | 20    | 13    | 0.65  |
| 3                                                             | Istvan Nyers            | F. C. Internazionale | 12   | 11   | -    | -    | —         | —         | —              | —              | 12    | 11    | 0.92  |
| =                                                             | Gunnar Nordahl          | A. C. Milan          | 16   | 11   | -    | -    | —         | —         | -              | -              | 16    | 11    | 0.69  |
| 5                                                             | Zlatan Ibrahimović      | Ambos clubes         | 12   | 8    | 1    | 1    | 1         | 1         | -              | -              | 14    | 10    | 0.71  |
| 6                                                             | Enrico Candiani         | Ambos clubes         |      | 10   | -    | -    | —         | —         | —              | —              |       | 10    | 0.27  |
| 7                                                             | Lautaro Martínez        | F. C. Internazionale | 13   | 4    | 3    | 2    | 2         | 2         | 2              | 1              | 19    | 9     | 0.47  |
| =                                                             | Benito Lorenzi          | F. C. Internazionale |      | 8    | -    | -    | —         | —         | -              | -              |       | 8     | 0.28  |
| 8                                                             | José Altafini           | A. C. Milan          |      | 7    | -    | -    | -         | -         | -              | -              |       | 7     | 0.23  |
| =                                                             | Alessandro Altobelli    | F. C. Internazionale |      | 5    |      | 2    | -         | -         | -              | -              |       | 7     | 0.19  |
| =                                                             | Roberto Boninsegna      | F. C. Internazionale |      | 5    |      | 2    | —         | —         | -              | -              |       | 7     | 0.26  |
| =                                                             | Louis Van Hege          | A. C. Milan          |      | 7    | —    | —    | —         | —         | —              | —              |       | 7     | 0.21  |
| 13                                                            | Aldo Boffi              | A. C. Milan          |      | 6    | -    | -    | —         | —         | —              | —              |       | 6     | 0.17  |
| =                                                             | Attilio Demaría         | F. C. Internazionale |      | 6    | -    | -    | —         | —         | —              | —              |       | 6     | 0.42  |
| =                                                             | Diego Milito            | F. C. Internazionale | 8    | 6    | -    | -    | -         | -         | -              | -              | 8     | 6     | 0.75  |
| =                                                             | Sandro Mazzola          | F. C. Internazionale |      | 5    | 1    | 1    | —         | —         | -              | -              |       | 6     | 0.16  |
| =                                                             | Pietro Serantoni        | F. C. Internazionale |      | 6    | —    | —    | —         | —         | —              | —              |       | 6     | 0.19  |
| 18                                                            | Romelu Lukaku           | F. C. Internazionale | 5    | 4    | 1    | 1    | -         | -         | 1              | -              | 7     | 5     | 0.71  |
| =                                                             | Ronaldo                 | Ambos clubes         | 6    | 5    | 2    | -    | -         | -         | 2              | -              | 8     | 5     | 0.63  |
| =                                                             | Mauro Icardi            | F. C. Internazionale | 10   | 5    | 1    | -    | -         | -         | -              | -              | 11    | 5     | 0.36  |
| =                                                             | Ricardo dos Santos Kaká | A. C. Milan          | 13   | 5    | -    | -    | -         | -         | 2              | -              | 15    | 5     | 0.33  |
| =                                                             | Ettore Puricelli        | A. C. Milan          |      | 5    | —    | —    | —         | —         | —              | —              |       | 5     | 0.33  |
| 23                                                            | Filippo Inzaghi         | A. C. Milan          | 8    | 4    | -    | -    | -         | -         | 2              | -              | 10    | 4     | 0.40  |
| =                                                             | Dejan Stanković         | F. C. Internazionale | 12   | 4    | -    | -    | 1         | -         | 1              | -              | 14    | 4     | 0.29  |
| =                                                             | Giovanni Capra          | F. C. Internazionale |      | 4    | —    | —    | —         | —         | —              | —              |       | 4     | 0.29  |
| =                                                             | Oscar Engler            | F. C. Internazionale |      | 4    | —    | —    | —         | —         | —              | —              |       | 4     | 0.29  |
| =                                                             | Giovanni Gaddoni        | F. C. Internazionale |      | 4    | —    | —    | —         | —         | —              | —              |       | 4     | 0.29  |
| =                                                             | Romano Penzo            | Ambos clubes         |      | 4    | —    | —    | —         | —         | —              | —              |       | 4     | 0.29  |
| Actualizado al último partido jugado el 2 de febrero de 2025. |                         |                      |      |      |      |      |           |           |                |                |       |       |       |

### Jugadores con mayor cantidad de encuentros disputados
A continuación se muestra la lista de jugadores que han jugado al menos treinta partidos oficiales.
| Posición | Nombre                | Equipo                        | Presencias |
| -------- | --------------------- | ----------------------------- | ---------- |
| 1        | Paolo Maldini         | Milan                         | 56         |
| 2        | Javier Zanetti        | Internazionale                | 47         |
| 3        | Giuseppe Bergomi      | Internazionale                | 44         |
| 4        | Alessandro Costacurta | Milan                         | 43         |
| 5        | Gianni Rivera         | Milan                         | 42         |
| 6        | Giacinto Facchetti    | Internazionale                | 40         |
| 6        | Sandro Mazzola        | Internazionale                | 40         |
| 6        | Giuseppe Meazza       | Internazionale (37) Milan (3) | 40         |
| 9        | Franco Baresi         | Milan                         | 39         |
| 10       | Mauro Tassotti        | Milan                         | 35         |
| 11       | Tarcisio Burgnich     | Internazionale                | 34         |
| 12       | Giuseppe Baresi       | Internazionale                | 33         |
| 12       | Mario Corso           | Internazionale                | 33         |
| 14       | Marco Sala            | Milan (31) Internazionale (1) | 32         |
| 15       | Clarence Seedorf      | Internazionale (7) Milan (24) | 31         |
| 15       | Luigi Perversi        | Milan                         | 31         |

### Futbolistas que han jugado en ambos equipos
Listado de los jugadores que han jugado en el AC Milan e Inter de Milán durante su carrera.
| Lista completa |
| --- |
| A - Francesco Acerbi - Antonio Angelillo B - Roberto Baggio - Mario Balotelli - Dario Barluzzi - Sergio Battistini - Julio Bavastro - Aldo Bet - Franco Bontadini - Leonardo Bonucci - Dražen Brnčić - Cristian Brocchi - Lorenzo Buffon C - Hakan Çalhanoğlu - Enrico Candiani - Gustavo Carrer - Antonio Cassano - Aldo Cevenini - Luigi Cevenini - Hernán Crespo - Francesco Coco - Fulvio Collovati D - Oscar Damiani - Matteo Darmian - Ümit Davala - Edgar Davids F - Giuseppe Favalli G - Maurizio Ganz - Giorgio Ghezzi - Andrés Guglielminpietro H - Thomas Helveg I - Zlatan Ibrahimović M - Saul Malatrasi - Mancini - Giuseppe Meazza - Giorgio Morini - Sulley Muntari P - Christian Panucci - Giancarlo Pasinato - Giampaolo Pazzini - Romano Penzo - Andrea Pirlo - Andrea Poli R - Giuseppe Rizzi - Ronaldo S - Marco Sala - Clarence Seedorf - Aldo Serena - Matías Silvestre - Dario Šimić - Francesco Soldera T - Francesco Toldo V - Patrick Vieira - Christian Vieri W - Taribo West |

### Entrenadores que han dirigido en ambos equipos
| Lista completa |
| --- |
| C - Ilario Castagner L - Leonardo P - Stefano Pioli R - Luigi Radice T - Giovanni Trapattoni V - József Viola Z - Alberto Zaccheroni |

### Récords
- Partido con más goles: 11 , Internazionale-Milán 6–5 del 6 de noviembre de 1949.
- Victoria con el mayor margen a favor de Milán: 0–6 del 11 de mayo de 2001.
- Victoria con el mayor margen a favor de Internazionale: 0-5 del 6 de febrero de 1910.
- Más victorias consecutivas: - 6 - Milán desde el 5 de febrero de 1911 hasta el 9 de febrero de 1913 y desde el 30 de mayo de 1946 hasta el 11 de abril de 1948, e Internazionale desde el 18 de enero de 2023 hasta el 22 de abril de 2024.
- Mayor número de juegos sin perder: Inter, 17 , desde el 10 de noviembre de 1929 hasta el 17 de octubre de 1937; esta racha es la mayor entre las grandes rivalidades del fútbol.
- Gol más rápido a favor de Internazionale: Sandro Mazzola, 13 segundos (24 de febrero de 1963).
- Gol más rápido a favor de Milán: José Altafini, 25 segundos (26 de marzo de 1961).
- Máximo goleador en un solo derbi a favor de Milán: José Altafini, 4 goles (27 de marzo de 1960).
- Máximo goleador en un solo derbi a favor de Internazionale: Giovanni Capra, 3 goles (6 de febrero de 1910); Amedeo Amadei, 3 goles (6 de noviembre de 1949); Istvan Nyers, 3 goles (1 de noviembre de 1953); Diego Milito, 3 goles (6 de mayo de 2012); Mauro Icardi, 3 goles (15 de octubre de 2017).
- La mayoría de los derbis disputados en un año calendario: 5 (2023).

### Mayor cantidad de goles en un partido (no se incluyen amistosos)
* Más de 6 goles en un partido
| Goles | Fecha                  | Local          | Resultado | Visitante      |
| ----- | ---------------------- | -------------- | --------- | -------------- |
| 11    | 6 de noviembre de 1949 | Internazionale | 6–5       | Milan          |
| 9     | 30 de abril de 1911    | Milan          | 6–3       | Internazionale |
| 9     | 6 de noviembre de 1932 | Internazionale | 5–4       | Milan          |
| 8     | 6 de febrero de 1949   | Internazionale | 4–4       | Milan          |
| 8     | 27 de marzo de 1960    | Milan          | 5–3       | Internazionale |
| 7     | 22 de febrero de 1914  | Internazionale | 5–2       | Milan          |
| 7     | 28 de marzo de 1965    | Internazionale | 5–2       | Milan          |
| 7     | 28 de octubre de 2006  | Milan          | 3–4       | Internazionale |

### Mayores goleadas a favor del A.C. Milan (no se incluyen amistosos)
* 4 o más goles de diferencia , o el Milan anotó 5 o más goles
- Milan 6-3 Inter el 30 de abril de 1911
- Milan 5-3 Inter el 27 de marzo de 1960
- Milan 5-0 Inter el 8 de enero de 1998 por Copa Italia
- Inter 0-6 Milan el 11 de mayo de 2001

### Mayores goleadas a favor del Inter (no se incluyen amistosos)
* 4 o más goles de diferencia , o el Inter anotó 5 o más goles
- Milan 0-5 Inter el 6 de febrero de 1910
- Inter 5-1 Milan el 17 de febrero de 1910
- Inter 5-2 Milan el 22 de febrero de 1914
- Inter 5-4 Milan el 6 de noviembre de 1932
- Inter 6-5 Milan el 6 de noviembre de 1949
- Inter 5-2 Milan el 28 de marzo de 1965
- Inter 4-0 Milan el 2 de abril de 1967
- Milan 1-5 Inter el 24 de marzo de 1974
- Milan 0-4 Inter el 29 de agosto de 2009
- Inter 5-1 Milan el 16 de septiembre de 2023

## Palmarés
A continuación se expone una tabla comparativa de trofeos ganados por ambos clubes:
| A. C. Milan | 19 | 5 | 8 | 7 | - | 2 | 5 | 2 | 3 | 1 | 52 |
| F. C. Internazionale                                                                                                 | 20 | 9 | 8 | 3 | 3 | - | - | - | 2 | 1 | 46 |
| Datos actualizados a la consecución de un último título por parte de alguno de los implicados el 6 de enero de 2025. |    |   |   |   |   |   |   |   |   |   |    |

Nota: competiciones de izquierda a derecha: Campeonato de Liga, Campeonato de Italia de Copa, Supercopa de Italia, Copa de Europa/Liga de Campeones de la UEFA, Liga Europa de la UEFA, Recopa de Europa de la UEFA, Supercopa de la UEFA, Copa Latina, Copa Intercontinental UEFA-CONMEBOL, Mundial de Clubes de la FIFA.

### Carácter nacional e internacional
Títulos de carácter nacional ganados por ambos equipos son: Campeonato de Serie A, Campeonato de Copa de Italia y Supercopa de Italia. Los de carácter internacional son: Liga de Campeones (antigua Copa de Europa), Liga Europa (Copa de la UEFA), Recopa de Europa, Supercopa de Europa, Copa Latina y Copa Mundial de Clubes (y su predecesora, Copa Intercontinental).
| Club | Trofeos nacionales | Trofeos europeos | Trofeos mundiales | Total |
| --- | ------------------ | ---------------- | ----------------- | ----- |
| A. C. Milan | 32                 | 16               | 4                 | 52    |
| F. C. Internazionale                                                                                                 | 37                 | 6                | 3                 | 46    |
| Datos actualizados a la consecución de un último título por parte de alguno de los implicados el 6 de enero de 2025. |                    |                  |                   |       |

#### Evolución de los títulos
La siguiente tabla muestra los títulos conseguidos por ambos clubes organizados por décadas, indicándose a la izquierda los títulos obtenidos por el A. C. Milan y a la derecha los conseguidos por el F. C. Internazionale:
Nota: No se incluyen competiciones amistosas o regionales.
En negrita los títulos conseguidos hasta esa década, y en cursiva de color verde los conseguidos durante la década indicada

| Años    |         |         |             |             |                    |                    |                            |                            |                  |                  |           |           |                     |                     |                   |                   | Total    | Total   |
|         | MILAN   | INTER   | MILAN       | INTER       | MILAN              | INTER              | MILAN                      | INTER                      | MILAN            | INTER            | MILAN     | INTER     | MILAN               | INTER               | MILAN             | INTER             | MILAN    | INTER   |
| ------- | ------- | ------- | ----------- | ----------- | ------------------ | ------------------ | -------------------------- | -------------------------- | ---------------- | ---------------- | --------- | --------- | ------------------- | ------------------- | ----------------- | ----------------- | -------- | ------- |
| 1900-09 | 3       | -       |             |             |                    |                    |                            |                            |                  |                  |           |           |                     |                     |                   |                   | 3        | -       |
| 1910-19 | 3       | 1 (+1)  |             |             |                    |                    |                            |                            |                  |                  |           |           |                     |                     |                   |                   | 3        | 1 (+1)  |
| 1920-29 | 3       | 2 (+1)  |             |             |                    |                    |                            |                            |                  |                  |           |           |                     |                     |                   |                   | 3        | 2 (+1)  |
| 1930-39 | 3       | 4 (+2)  | -           | 1           |                    |                    |                            |                            |                  |                  |           |           |                     |                     |                   |                   | 3        | 5 (+3)  |
| 1940-49 | 3       | 5 (+1)  | -           | 1           |                    |                    |                            |                            |                  |                  |           |           |                     |                     |                   |                   | 3        | 6 (+1)  |
| 1950-59 | 7 (+4)  | 7 (+2)  | -           | 1           |                    |                    |                            |                            |                  |                  |           |           |                     |                     |                   |                   | 7 (+4)   | 8 (+2)  |
| 1960-69 | 9 (+2)  | 10 (+3) | 1 (+1)      | 1           |                    |                    | 2                          | 2                          | 1                | -                |           |           |                     |                     | 1                 | 2                 | 14 (+7)  | 15 (+7) |
| 1970-79 | 10 (+1) | 11 (+1) | 4 (+3)      | 2 (+1)      |                    |                    | 2                          | 2                          | 2 (+1)           | -                |           |           |                     |                     | 1                 | 2                 | 19 (+5)  | 17 (+2) |
| 1980-89 | 11 (+1) | 13 (+2) | 4           | 3 (+1)      | 1                  | 1                  | 3 (+1)                     | 2                          | 2                | -                |           |           | 1                   | -                   | 2 (+1)            | 2                 | 24 (+5)  | 21 (+4) |
| 1990-99 | 16 (+5) | 13      | 4           | 3           | 4 (+3)             | 1                  | 5 (+2)                     | 2                          | 2                | -                | -         | 3         | 3 (+2)              | -                   | 3 (+1)            | 2                 | 37 (+13) | 24 (+3) |
| 2000-09 | 17 (+1) | 17 (+4) | 5 (+1)      | 5 (+2)      | 5 (+1)             | 4 (+3)             | 7 (+2)                     | 2                          | Extinta          | Extinta          | -         | 3         | 5 (+2)              | -                   | 4 (+1)            | 2                 | 45 (+8)  | 33 (+9) |
| 2010-19 | 18 (+1) | 18 (+1) | 5           | 7 (+2)      | 7 (+2)             | 5 (+1)             | 7                          | 3 (+1)                     | Extinta          | Extinta          | -         | 3         | 5                   | -                   | 4                 | 3 (+1)            | 48 (+3)  | 39 (+6) |
| 2020-29 | 19 (+1) | 20 (+2) | 5           | 9 (+2)      | 8 (+1)             | 8 (+3)             | 7                          | 3                          | Extinta          | Extinta          | -         | 3         | 5                   | -                   | 4                 | 3                 | 50 (+2)  | 46 (+7) |
|         |         |         |             |             |                    |                    |                            |                            |                  |                  |           |           |                     |                     |                   |                   |          |         |
| Años    | Serie A | Serie A | Copa Italia | Copa Italia | Supercopa Italiana | Supercopa Italiana | Copa de Europa / Champions | Copa de Europa / Champions | Recopa de Europa | Recopa de Europa | Copa UEFA | Copa UEFA | Supercopa de Europa | Supercopa de Europa | Mundial de Clubes | Mundial de Clubes | Total    | Total   |